# Putte Wickman
Hans Olof Wickman, conhecido como Putte Wickman, (Falun, Dalarnas län, 10 de setembro de 1924 — Grycksbo, 14 de fevereiro de 2006) foi um clarinetista de jazz sueco.
Cresceu em Borlänge e aprendeu clarineta como autodidata, instrumento que recebeu de sua mãe como presente de Natal.
Artie Shaw e Benny Goodman eram suas maiores influências, e já em 1944 era um músico em tempo integral. Já em 1945 the o jornal sueco "The Expressen" o descrevia como o maior clarinetista sueco.
Trabalhou com Jimmy Raney, Lars Gullin e Svend Asmussen até que finalmente tentou a sorte nos EUA, chegando a Nova Iorque em 1959. Se apresentou lá por muito tempo, inclusive no Carnegie Hall entre outros. 
Durante os anos 60 se apresentava no Gröna Lund e no Puttes, um clube do qual era sócio. 
Nos anos 70 se apresentou solo pelo mundo e nos anos 90 ainda estava em plena atividade, se aprensentando em jazz festivais.
Em 1994, Wickman recebeu a medalha Illis Quorum, hoje o maior prêmio conferido a um cidadão sueco pelo governo.
Putte Wickman era membro da Academia Real de Música da Suécia (Kungliga Musikaliska Akademien).

## Discografia
- 1969 - Putte Wickman & Sivuca (com Sivuca)
- 1969 - Putte Wickman Quartet - Lars Sjøsten/ Sture Nordin/ Pelle Hulten - The Sound of Surprise - Live at the Pawnshop -
- 1981 - Stockholm '81 (com John Lewis and Red Mitchell)
- 1985 - Four Leaf Clover
- 1987 - Wickman in Wonderland
- 1987 - Time to remember (com o Hal Galper Trio)
- 1988 - The very Tought of you (com Red Mitchell)
- 1984 - Slukefter blues (com John Lewis)
- 1994 - North American Tour 1991
- 1995 - Happy together (com Domnérus)
- 1996 - The Sound of Surprise
- 1997 - Bewitched
- 1998 - Django d'or (com Babik Reinhardt)
- 1998 - Simple Isn't Easy: At The Stockholm Summer Jazz Festivals
- 1999 - The champs (com Buddy De Franco e Claes Crona Trio)
- 2004 - En sommarkonsert (com Jan Lundgren e Göran Fristorp)
- 2004 - We will always be together (com Jan Lundgren, Jesper Lundgaard e Alex Riel)
- 2004 - Putte 80 - Putte Wickman på Gazzell
- 2005 - An Intimate Salute to Frankie (Sinatra)